# 傘菌亞綱
傘菌亞綱（学名：Agaricomycetidae）是担子菌门傘菌綱底下的一個亞綱，包含许多常见的蕈類。此亞綱的MycoBank編號為MB501298。傘菌亞綱這個名詞也被Locquin（1984年）拿來使用並命名過，但是因為其出版的文章沒有包含拉丁文說明，因此並沒有被國際植物命名法規認可。